# Schlacht von New Orleans
Kriegsschauplatz St. Lawrence/Lake Champlain 

1. Sacket’s Harbor – 1. Lacolle Mills – Ontariosee – Ogdensburg – New York – 2. Sacket’s Harbor – Châteauguay – Chrysler’s Farm – 2. Lacolle Mills – Fort Oswego – Big Sandy Creek – Plattsburgh
Niagara-Kriegsschauplatz

Queenston Heights – Frenchman’s Creek – George – Stoney Creek – Beaver Dams – Black Rock – Fort Niagara – Buffalo – 1. Fort Erie – Chippewa – Lundy’s Lane – 2. Fort Erie – Cook’s Mill
Detroit-Kriegsschauplatz

Tippecanoe – Fort Mackinac – Dearborn – Detroit – Fort Harrison – Fort Wayne – Wild Cat Creek – Mississinewa – Frenchtown – Fort Meigs – Fort Stephenson – Eriesee – Thames River – Longwoods – Prarie du Chien – Rock Island Rapids – Mackinac Island – Malcom’s Mills
Chesapeake-Kriegsschauplatz

Craney Island – St. Michaels – Chesapeake – Bladensburg – Washington – Caulk’s Field – North Point – Baltimore
Südlicher Kriegsschauplatz

Creek – 1. Fort Bowyer – Fayal – Pensacola – Borgnesee – New Orleans – Fort St. Philip – Fort Peter – 2. Fort Bowyer

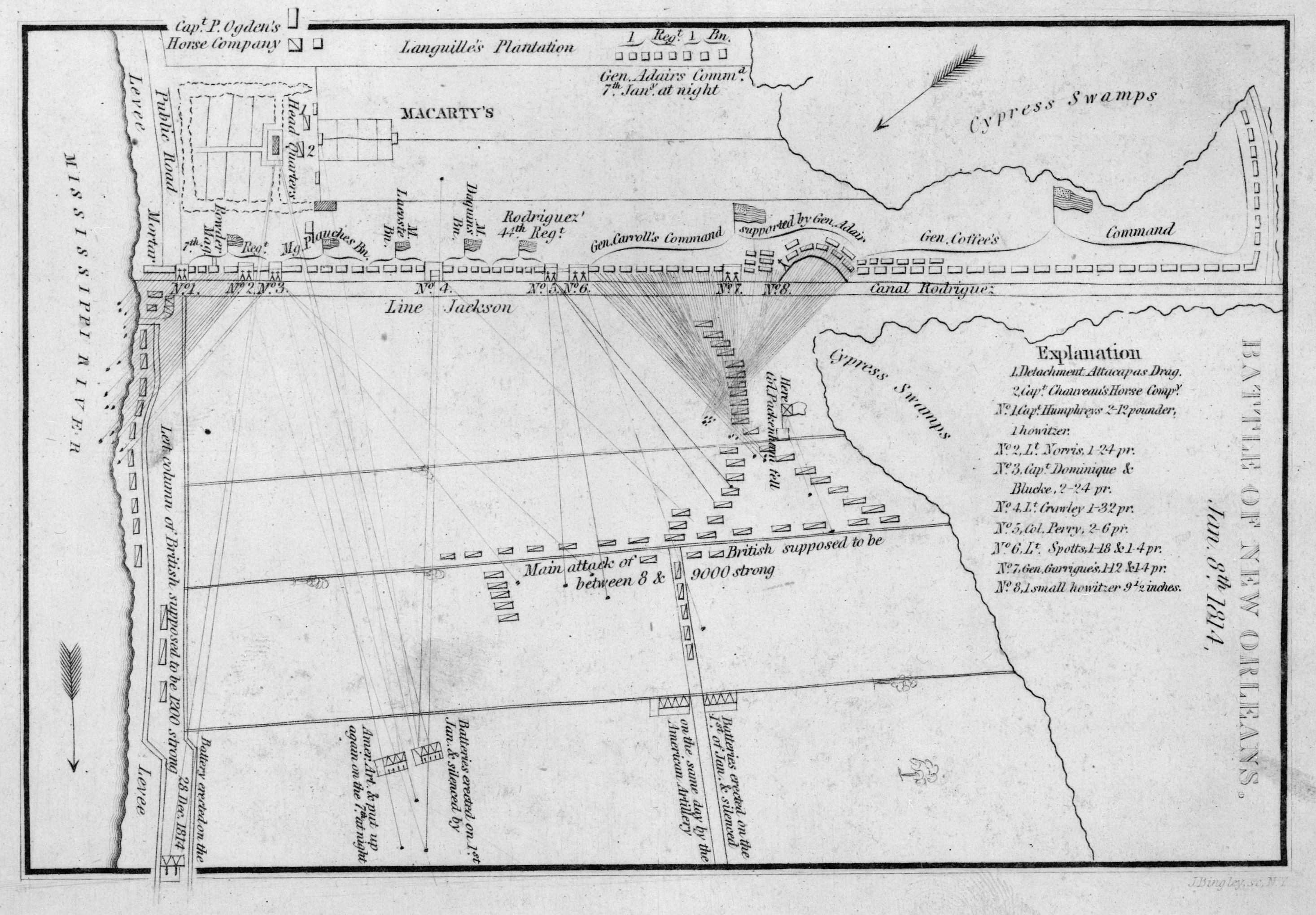
Karte der Schlacht von New Orleans (1815)

Die Schlacht von New Orleans fand am 8. Januar 1815 wenige Kilometer außerhalb von New Orleans im US-Bundesstaat Louisiana statt. Die britische Niederlage gegen US-Truppen unter Andrew Jackson, dem späteren 7. Präsidenten der Vereinigten Staaten von Amerika, war die letzte große Schlacht des Britisch-Amerikanischen Kriegs und ereignete sich zwei Wochen nach der Unterzeichnung des Friedensvertrags von Gent.

## Vorgeschichte
Im Dezember 1814 landeten britische Truppen unter Generalmajor Edward Michael Pakenham am Unterlauf des Mississippi in Louisiana. Die sich ihnen entgegenstellenden amerikanischen Truppen unter Andrew Jackson (einem Obersten der regulären Armee und General der Miliz von Tennessee) waren den Briten zahlenmäßig stark unterlegen. Sie lieferten deswegen zu Beginn nur hinhaltenden Widerstand. Erst bei Chalmette, nur fünf Kilometer von New Orleans entfernt, trafen die Briten auf eine amerikanische Verteidigungslinie, und hier führte Jackson auch einen lokalen Gegenangriff durch. Es gelang ihm damit, den britischen Vormarsch aufzuhalten und Zeit dafür zu gewinnen, seine Artillerie in Stellung zu bringen und seine Befestigungen fertigzustellen. Am Neujahrstag 1815 stieß die britische Vorhut zum ersten Mal auf Jacksons gut ausgebaute Stellung. Die Amerikaner hielten sich, und Pakenham entschied, auf den Rest seiner rund 10.000 Mann umfassenden Streitmacht zu warten. Neben regulären britischen Truppen umfasste diese auch einige amerikanische Ureinwohner und Soldaten aus den westindischen Kolonien.

## Verlauf
Am Morgen des 8. Januar hatte Pakenham seine Armee komplett versammelt und befahl, die Amerikaner anzugreifen. Jackson erwartete in starker Unterzahl den Angriff mit ihm zur Verfügung stehenden 4000–6000 Mann, darunter auch einer Gruppe Piraten unter Jean Laffite, einigen Choctaw-Indianern und Truppen aus Haiti und New Orleans.
Pakenham wurde beim dritten Angriff tödlich verwundet. Er befahl seinem Nachfolger General John Lambert zwar, den Kampf fortzuführen, doch zog sich Lambert schließlich zurück. Die britische Armee hatte insgesamt 2700 Mann als verwundet oder getötet zu beklagen, die entsprechenden Verluste der Amerikaner betrugen 71 Mann.

## Folgen
Kurze Zeit nach der Schlacht erfuhren beide Seiten davon, dass am 24. Dezember 1814 der Friedensvertrag von Gent unterzeichnet worden war. Der Krieg war damit jedoch noch nicht beendet worden, denn der Vertrag musste noch von beiden Seiten ratifiziert werden, was erst am 17. Februar 1815 geschah. Der Sieg selbst wurde überall in den USA gefeiert und machte Andrew Jackson zum Helden. Der Ruf, die britische Armee bezwungen zu haben, half ihm einige Jahre später bei seinen Bemühungen, Präsident der Vereinigten Staaten zu werden.

## Rezeption in der Populärkultur
An die Geschichte der Schlacht vom 8. Januar 1815 erinnert heute die amerikanische Fiddle-Melodie The 8th of January, die um 1815 entstanden sein soll. Der ursprüngliche Name „Jackson’s Victory“ wurde später jedoch nicht mehr verwendet, da Jacksons Reputation Schaden genommen hatte und niemand mehr über den Titel dieser Melodie an die Person Jacksons erinnert werden sollte. Erst sehr viel später, 1936, wurde zu der Melodie von dem Amerikaner James Corbitt Morris der Text zu The Battle of New Orleans geschrieben, als Highschool-Lehrer wollte er seinen Schülern über solche Texte die amerikanische Geschichte näher bringen. In den fünfziger Jahren wurde er unter dem Namen „Jimmy Driftwood“ bekannt und veröffentlichte 1957 seine eigene Schallplattenaufnahme, die jedoch wenig erfolgreich war. Wesentlich erfolgreicher war 1959 die Version von Johnny Horton in den U.S.A. und gleichzeitig die sehr erfolgreiche Version von Lonnie Donegan in Europa. The Les Humphries Singers nutzten 1972 die Vorlage für ihren wohl bekanntesten Hit Mexico. 2021 veröffentlichte die Band Deep Purple ihre von Bassist Roger Glover gesungene Version von The Battle of New Orleans auf ihrem Cover-Album Turning to Crime.
Die Schlacht von New Orleans bildete auch den Finalhöhepunkt des Spielfilms König der Freibeuter (1958).